# برناردوس کرون
برناردوس کرون (انگلیسی: Bernardus Croon; ۱۱ مهٔ ۱۸۸۶ – ۳۰ ژانویهٔ ۱۹۶۰) قایقران روئینگ، و بازیکن فوتبال اهل پادشاهی هلند بود.
از باشگاه‌هایی که در آن بازی کرده‌است می‌توان به باشگاه فوتبال آژاکس آمستردام اشاره کرد.